# Londýnská pivní potopa

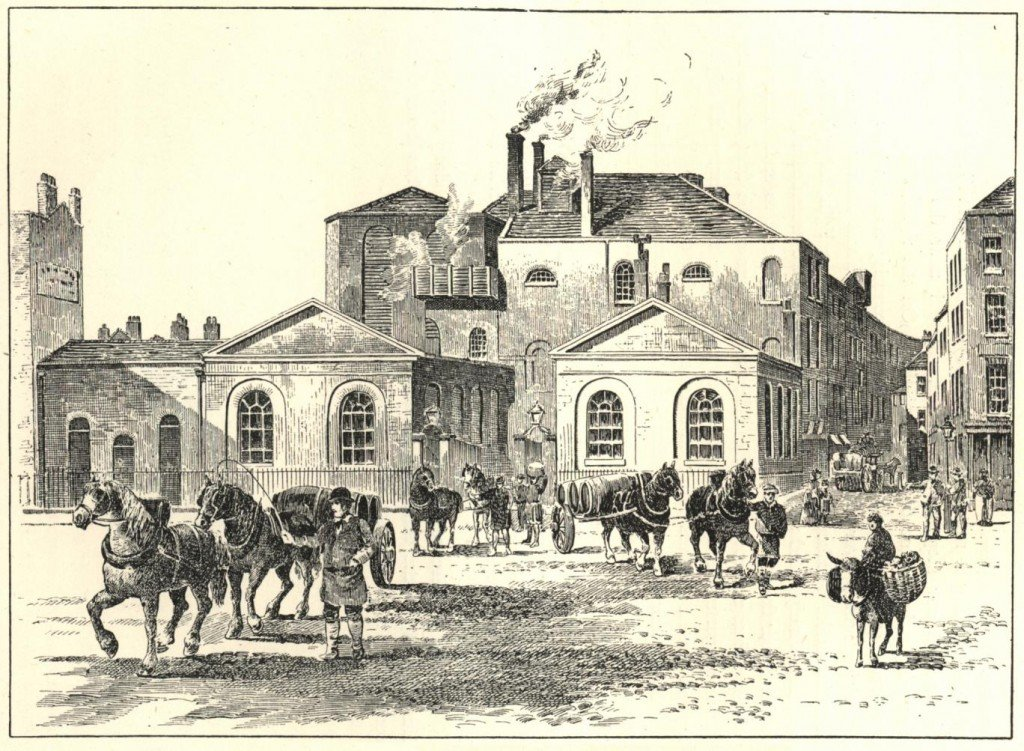
Horse Shoe Brewery

Londýnská pivní potopa (London Beer Flood) bylo neštěstí, které postihlo v podvečer 17. října 1814 londýnskou čtvrť St Giles. Došlo k němu poté, co v místním pivovaru Horse Shoe Brewery patřícím firmě Meux & Co's praskla zrezavělá obruč na sedm metrů vysoké kádi se zrajícím porterem. Tlak tekutiny rozbil okolní sudy a do ulic se naráz vylilo okolo 1,5 milionu litrů piva. Přívalová vlna vysoká přes čtyři metry zbořila dva chatrně postavené domy v chudinské čtvrti okolo Tottenham Court Road a zaplavila suterénní byty. Při katastrofě zahynulo osm lidí, hmotná škoda byla odhadnuta na 23 000 liber. Soud případ uzavřel jako zásah vyšší moci.
Pivovar zanikl v roce 1921 a na jeho místě stojí divadlo Dominion Theatre.